# Gavia arctica
El colimbo ártico (Gavia arctica) es una especie de ave gaviforme de la familia Gaviidae propia del norte de Eurasia. Es un ave acuática migratoria que cría en los lagos árticos y semiárticos, y se desplazan a las costas del Atlántico y Pacífico y los lagos del interior del continente para pasar el invierno.
Los colimbos árticos son del tamaño de un pato grande, tienen un pico largo y puntiagudo, patas cortas palmeadas y situadas en posición trasera, y la cola corta. Su plumaje es principalmente negro en las partes superiores y blanco en las inferiores, con la cabeza y la parte posterior de su largo cuello grises. En la época reproductiva ambos sexos presentan la garganta negra y un complejo patrón de listados y moteados blancos en la parte superior. Bucean para alimentarse de peces, invertebrados acuáticos y algún anfibio.

## Descripción

Esquema comparativo de los plumajes reproductivo (arriba) y de invierno (abajo).

Los adultos miden entre 58 y 77 cm de largo, y tienen entre 1 y 1,3 m de envergadura alar, siendo casi una versión de menor tamaño del colimbo grande. Pesan entre los 2 y 3,4 kg. Ambos sexos tienen un aspecto similar, aunque los machos tienen un tamaño algo mayor. Su pico es largo y puntiagudo, y de color gris o blanquecino. Los colimbos árticos adultos en plumaje reproductivo tienen la cabeza y la parte posterior de su largo cuello grises, la garganta negra, y los laterales del cuello y del pecho listados en blanco y negro. Sus partes superiores son de color negro con moteados alineados blancos, mientras que sus partes inferiores son blancas. Su plumaje no reproductivo es más discreto, su garganta y parte frontal del cuello se vuelven blancos y el moteado de las partes superiores casi desaparece. En todos sus plumajes se puede distinguir de otras especies de colimbos por tener una mancha blanca en los flancos, de la que carece hasta el casi idéntico colimbo del Pacífico.

## Taxonomía y etimología

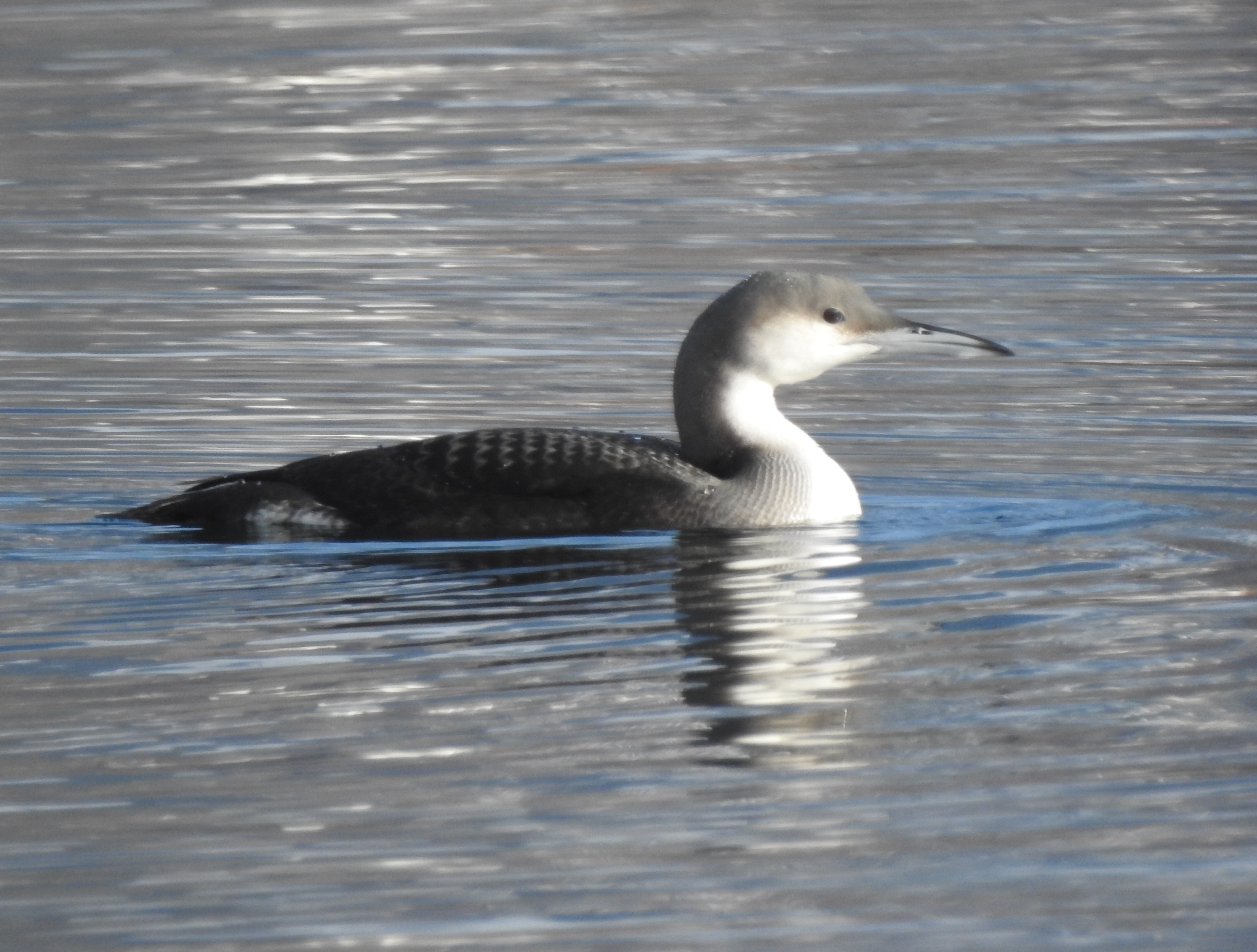
Colimbo ártico con plumaje de invierno.

El colimbo ártico se clasifica con todos los demás colimbos en el único género del orden Gaviiformes, Gavia. Los colimbos son aves acuáticas del tamaño de un pato grande, con plumajes en las partes superiores con patrones de color negro moteados en blanco, y en las inferiores blanco, aunque algunos de sus miembros tienen la cabeza y el cuello grises. Los colimbos nadan con el cuerpo semisumergido. Tienen las patas cortas situadas muy atrás y con dedos palmeados, lo que les convierte en grandes buceadores, pero les hace torpes en tierra. Sus picos son rectos y puntiagudos.
El colimbo ártico fue descrito científicamente por Carlos Linneo en 1758 en la décima edición de su obra Systema naturae, con el nombre de Colymbus arcticus, que significa «colimbo ártico». Hasta el siglo XX estuvo clasificado junto los somormujos, como el resto de su familia, en el orden Colymbiformes. Cuando se invalidó el género Colymbus y se separaron a los somormujos y los colimbos en dos órdenes, se trasladó al género Gavia, creado por Johann Reinhold Forster en 1788, como único integrante de la familia Gaviidae y del orden Gaviiformes. 

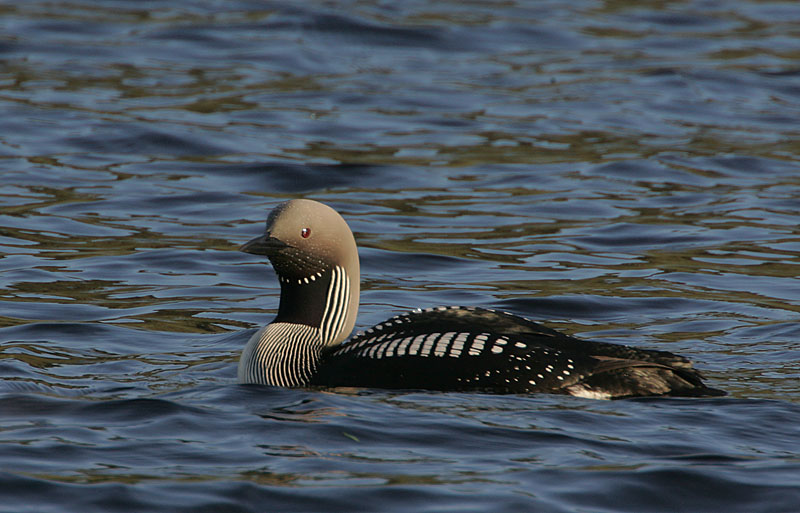
Se alimentan de peces que capturan buceando.

Se reconocen dos subespecies de colimbo ártico:
- Gavia arctica arctica - su área de cría se distribuye por el Paleártico noroccidental, al este hasta el río Lena; pasa el invierno en el oeste y sur de Europa.
- Gavia arctica viridigularis - se encuentra en el Paleártico nororiental y el oeste de Alaska; pasa el invierno en las costas pacíficas de Asia, llegando a hasta Japón, Corea y China.

El nombre del género, Gavia, es un término latino que designaba a un ave marina sin identificación concreta en la actualidad, mientras que su nombre específico, arctica, es simplemente la palabra del latín que significa «ártica». Por su parte la palabra española «colimbo» procede del griego κόλυμβος (kólymbos) que significa «buceador».

## Distribución
El colimbo ártico se reproduce en el norte de Eurasia y el oeste de Alaska. Durante la época de cría se distribuye por los lagos de las regiones árticas y semiárticas. Terminada la temporada de cría se desplaza al sur del continente, tanto a los lagos y otros humedales interiores como a las aguas costeras del Atlántico y del Pacífico.

## Comportamiento

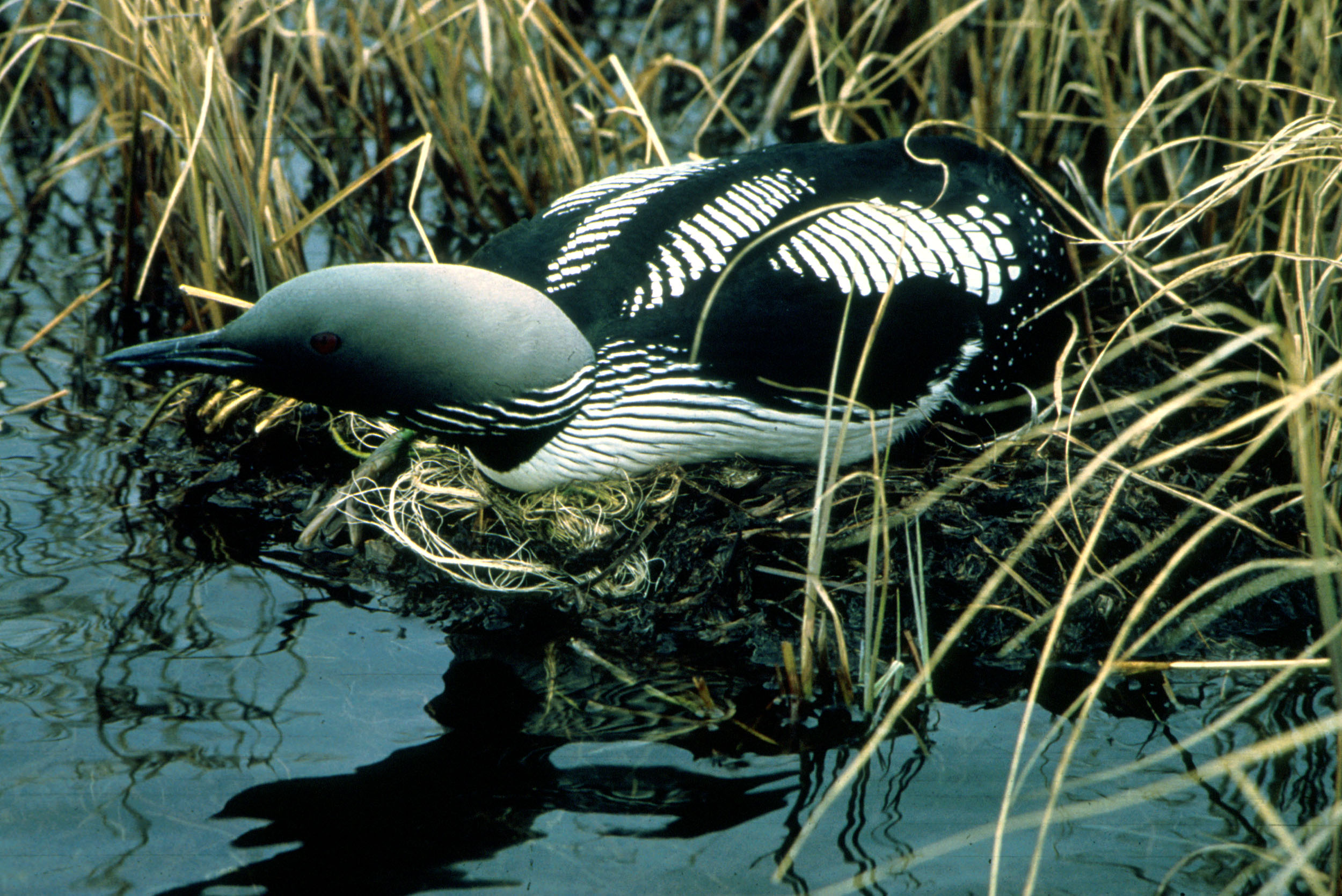
Colimbo ártico incubando.

Los colimbos árticos son excelentes nadadores y buceadores, también tienen un vuelo enérgico, aunque debido a la posición y corta longitud de sus patas tienen despegues pesados y deben correr un largo trecho sobre la superficie del agua para alcanzar a velocidad necesaria para alzar el vuelo. Una vez en el aire vuelan con el cuello extendido.
El colimbo ártico es una de las especies protegidas por el Acuerdo para la conservación de aves acuáticas migratorias africanas-eurasiáticas (AEWA). 

### Alimentación
Se alimenta principalmente de peces, aunque también captura insectos, crustáceos y anfibios, que captura con su pico buceando. 

### Reproducción

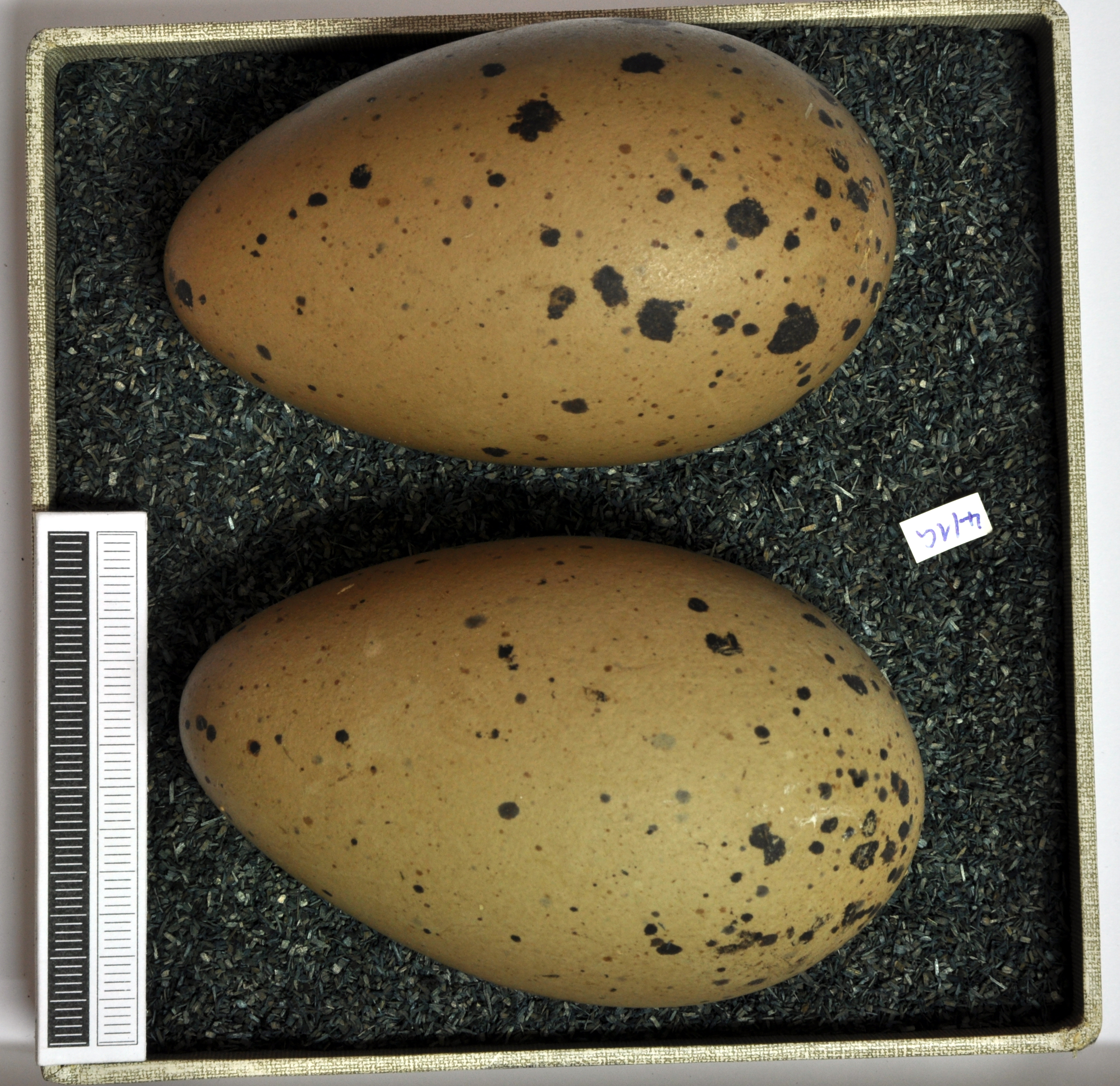
Huevos de colimbo ártico.

En la época de reproducción los machos establecen territorios en las orillas e islotes de los lagos y lagunas de agua dulce. Avisan de la posesión del territorio mediate la emisión de sus característicos gritos agudos entrecortados y gruñidos graves. Los colimbos se aparean en tierra.
El colimbo ártico anida una vez por año, en un nido de vegetales acumulados, cerca del agua en orillas y en las islas de lagos, que construyen tanto el macho como la hembra. La mayoría de las nidadas nidada suele constan de dos huevos (aunque pueden tener de uno a tres), de color castaño oscuro o verduzco. Debido a las oscilaciones del nivel del agua pueden arruinar la nidada. Ambos sexos colaboran en la incubación, que dura 30 días. Los polluelos son nidífugos y al segundo día ya tocan el agua. A los dos meses están totalmente desarrollados y pueden volar.
Entre los depredadores de los polluelos se cuentan los zorros, martas, cuervos y gaviotas. Si la nidada se pierde durante la incubación, es posible que la pareja vuelva a tratar de criar esa misma temporada. La mortalidad de los polluelos es alta, la mitad de los nacidos mueren antes de desarrollarse.